# Tadewa
Tadewa is een bestuurslaag in het regentschap Bima van de provincie West-Nusa Tenggara, Indonesië. Tadewa telt 767 inwoners (volkstelling 2010).